# Чони (Фиренца)
Чони је насеље у Италији у округу Фиренца, региону Тоскана.
Према процени из 2011. у насељу је живело 92 становника. Насеље се налази на надморској висини од 22 м.